# Ranicella
Ranicella is een geslacht van uitgestorven kreeftachtigen uit de klasse van de Ostracoda (mosselkreeftjes).

## Soort
- Ranicella ranica (Gruendel, 1962) Gruendel & Kozur, 1972 †